# 다비드 네리스
다비드 네리스 캄푸스(포르투갈어: David Neres Campos, 1997년 3월 3일 ~ )는 브라질의 축구 선수이다. 포지션은 윙어이며 현재 이탈리아 세리에 A의 SSC 나폴리 소속이다.

## 클럽 경력
다비드 네리스는 2007년 상파울루 FC의 유소년팀에서 축구를 시작했다. 2016년 8월 네리스는 상파울루 FC의 1군팀으로 승격되었다. 2016년 10월 17일 플루미넨시 FC와의 리그 경기에서 프로 데뷔전을 치렀다. 10월 26일 다비드 네리스는 AA 폰치 프레타와의 경기에서 프로 데뷔골을 기록했다.
2017년 1월 다비드는 네덜란드 에레디비시의 AFC 아약스로 이적했다. 2017년 2월 26일 다비드는 헤라클레스 알멜로와의 경기에서 네덜란드 무대 데뷔전을 치렀다. 다비드는 이적 후 첫 시즌 12경기 3골을 기록했다. 2017-18시즌 다비드는 더 기량이 만개한 모습을 보여주었다. 2017년 10월 22일 페예노르트와의 경기에서 도움 해트트릭을 기록하면서 4-1 승리를 이끌었다. 2017-18시즌 32경기 14골 13도움을 기록하면서 팀 내 공격포인트 1위에 올랐다.
2018년 8월 14일 스탕다르 리에주와의 UEFA 챔피언스리그 3차예선 2차전에서 유럽 대회 첫 골을 기록했다. 2019년 5월 3일 네리스는 레알 마드리드와의 챔피언스리그 16강 2차전에서 팀의 2번째 득점을 기록하며 아약스의 8강 진출에 일조했다. 이후 네리스는 8강 1차전 유벤투스 FC와의 경기에서 1-1로 만드는 동점골을 기록했다.

## 국가대표팀 경력
2019년 3월 네리스는 처음으로 브라질 축구 국가대표팀에 차출되었다. 2019년 3월 26일 체코 축구 국가대표팀과의 경기에서 브라질 국가대표팀 데뷔전을 치렀다. 이 경기에서 네리스는 한 개의 도움을 기록했다. 2019년 6월 9일 온두라스 축구 국가대표팀과의 친선경기에서 국가대표 데뷔골을 기록했다.
2019년 코파 아메리카에 참여하는 브라질 축구 국가대표팀 최종명단에 포함되었다.

## 수상

### 팀
- U-20 코파 리베르타도레스 우승: 2016
- 에레디비시 우승: 2018-19
- KNVB컵 우승: 2018-19
- UEFA 유로파리그 준우승: 2016-17
- 코파 아메리카 우승: 2019

### 개인
- 에레디비시 이달의 선수: 2018년 4월
- UEFA 챔피언스리그 BEST 11: 2018-19